# Surinam na Letnich Igrzyskach Olimpijskich 1972
Surinam na Letnich Igrzyskach Olimpijskich 1972 reprezentowało dwóch zawodników. Był to 3. start reprezentacji Surinamu na letnich igrzyskach olimpijskich.

## Skład kadry

### Judo
Mężczyźni
- Iwan Blijd - waga lekka - 19. miejsce

### Lekkoatletyka
Mężczyźni
- Sammy Monsels

100 metrów - odpadł w ćwierćfinałach
200 metrów - odpadł w ćwierćfinałach